# Vana-Koiola
Vana-Koiola (Duits: Alt-Koiküll-Kirrumpäh) is een plaats in de Estlandse gemeente Põlva vald, provincie Põlvamaa. De plaats heeft de status van dorp (Estisch: küla) en telt 99 inwoners (2021).
Tot in oktober 2017 lag Vana-Koiola in de gemeente Laheda. In die maand werd Laheda bij de gemeente Põlva vald gevoegd.
In de omgeving van Vana-Koiola ligt het meer Vana-Koiola järv (7,2 ha).

## Geschiedenis
Vana-Koiola werd voor het eerst genoemd in 1627 onder de naam Koykuell. Het landgoed waarop het dorp lag werd Koiküll genoemd, de nederzetting Kirjenpah of Kirrumpäh. In de late 18e eeuw werd Koiküll gesplitst in een westelijk deel, Alt-Koiküll-Kirrumpäh (waaruit Vana-Koiola voortkwam) en een oostelijk deel, Neu-Koiküll-Kirrumpäh (Estisch: Vastse-Koiola, nu Jõeveere in de gemeente Räpina). In 1806 werd Alexandershof (Estisch: Koiola) van Alt-Koiküll-Kirrumpäh afgesplitst. Uit Alexandershof zijn de dorpen Pragi en Vardja voortgekomen.
In 1977 kreeg Vana-Koiola officieel de status van dorp.